# スピットヘッドとノアの反乱

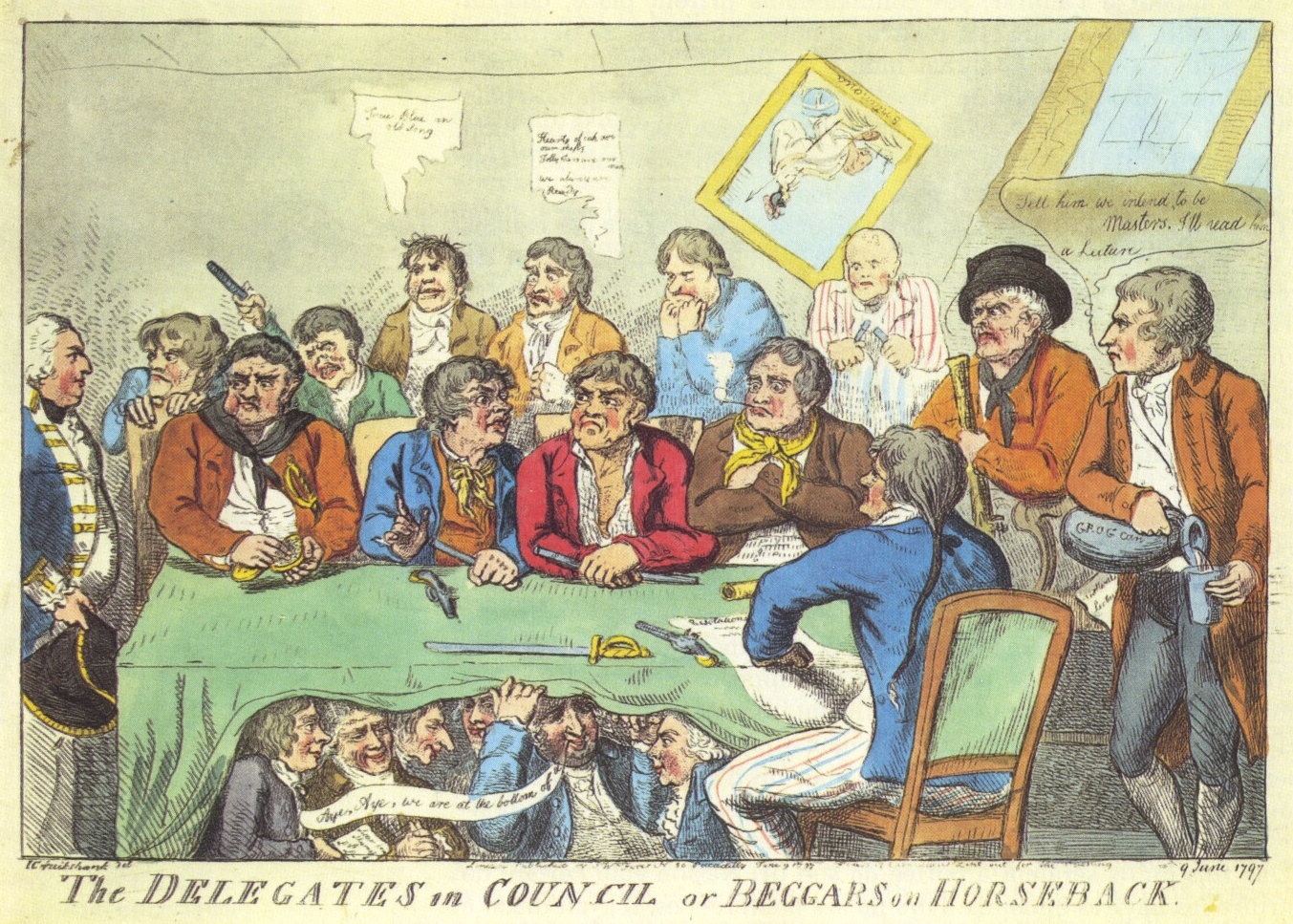
「会議中の代表者たち、または馬に乗った乞食」（当時の風刺画）

スピットヘッドとノアの反乱（スピットヘッドとノアのはんらん、Spithead and Nore mutinies）は、1797年に連続して発生したイギリス海軍の水兵の大規模な反乱。

## 概要
2つの反乱は、いずれも海軍の兵士による、待遇への不満に起因するものであった。
同様な不満にもとづく小規模な事件はその年、他の場所でも発生した。その年はフランスの革命政府との戦争の最中であり、反乱はイギリスにとって極めて深刻な事件であった。イギリスの支配階級は、反乱が拡大することによりフランス革命のような、より広範囲の蜂起の引き金になるかもしれないという強い懸念を持っていた。

## スピットヘッド
ポーツマス近くの停泊地、スピットヘッド（Spithead）における反乱は、1797年4月16日に起こり、5月15日まで続いた。これは、ブリッドポート提督率いる海峡艦隊の16隻の軍艦の水兵が、軍艦の生活環境と給与の低さに抗議し、その改善を求めたものである。
水兵の賃金は1658年に決められ、ずっと固定されていた。それは40年前の七年戦争（1756年 - 1763年）当時まではおおむね妥当なものであったが、18世紀末の最後の10年間に起きた急激なインフレーションによって、ひどく目減りしていた。あわせて、1761年に始まった、船底を銅の外皮で覆う手法によって、軍艦が船底の掃除のために港に戻る必要が少なくなったため、海上勤務はさらに長く辛いものになっていた。イギリス海軍はこれらの変化にたいして何の手も打たず、乗組員の不満もなかなか理解しようとしなかった。
反乱は選ばれた代表によって率いられていた。彼らは2週間の間、海軍本部と交渉を試みた。彼らの要求はより良い賃金、「パーサーズ・ポンド」（主計長が肉の1ポンドにつき2オンス（つまり8分の1）を自分のものにしてよいとする習慣）の廃止、水兵に嫌われている少数の士官の排除と、そして反乱に参加した者への鞭打ちと強制徴募の免除であった。反逆者は彼らの艦に乗り組んだまま（大部分は士官らも一緒に）通常の勤務を続けており、数隻を輸送船団の護衛任務またはパトロール任務に割くことを認め、またフランス艦がイギリス近海に現われた時は反乱を中断して直ちに出動すると約束した。
しかし、不信のため、特に反逆者への恩赦に関する不信によって、交渉は決裂した。そして、数名の嫌われ者の士官を陸上に送り返すという事件があちこちで発生した。この状況が一旦落ち着いたあと、ハウ提督が交渉の仲介に乗り出し、すべての乗組員の恩赦と嫌われ者の士官の数名の配置替え、それに「パーサーズ・ポンド」の廃止と昇給を約束した。後にこの反乱は「スピットヘッドの微風（Breeze at Spithead）」とあだ名された。
反乱の指導者の名前は決着がついたのちも明かされなかったが、時の噂では、バレンタイン・ジョイスが首謀者とされていた。バレンタイン・ジョイスは、ブリッドポート提督の旗艦「ロイヤル・ジョージ」の操舵手のひとりであった。

## ノア

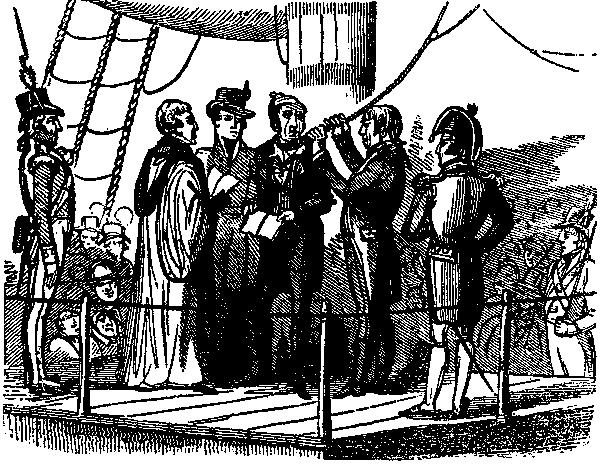
反乱罪で絞首刑に処せられるリチャード・パーカー（「ニューゲートカレンダー」誌から）

スピットヘッドでの同僚の影響を受けて、5月12日、テムズ河口の停泊地ノアでも軍艦「サンドウィッチ」の乗組員による反乱が発生した。同じ場所に停泊していた数隻もそれに同調したが、他の艦はそれに加わらず、反乱をおこした艦の砲撃を避けて外海に出てそこにとどまった（反乱艦は離脱を防ぐために実力を行使しようとしていた）。ノアにいた各艦はスピットヘッドと異なり、部隊として統一されたものではなかったため、組織化は困難だったが、反乱側は素早くリチャード・パーカー（海軍士官の経験を持つフランスの同調者）を「艦隊の代表者総帥（President of the Delegates of the Fleet）」として選び出した。要求は5月20日、8項目に列挙されてバックナー提督に示された。それは、恩赦と昇給のみならず、戦争政策の見直しや、さらには議会の解散、速やかなフランスとの講和まで含んでいた。これらの要求は海軍本部を激怒させた。海軍本部は速やかな任務への復帰の見返りとして、すでにスピットヘッドでなされている譲歩以外の何物も与えるつもりはなかった。
反乱者は不平から発した反抗を社会革命の始まりにまで拡大し、商船の入港を妨害してロンドンを封鎖した。さらに首謀者たちは占拠した船をフランスへ運ぶ計画を立てた。反乱が変質していくにつれ、一般水兵の支持は失われ、一隻また一隻と反乱から脱落していった。スピットヘッドの反乱を無事に収めた政府と海軍本部は、ノアの反乱の首謀者たちが乗組員たちの賃金と生活環境の問題を超えて明白に政治的な狙いを持ってきたことに対し、譲歩をするつもりはなかった。
反乱者への食物の供給は断たれた。そしてパーカーがフランスへの出航の信号旗を掲げた時、それに従う船は無かった。そのほとんどは錨をおろして、反乱者の砲撃にもかかわらず命令を拒否し、そして、反乱は失敗した。パーカーは直ちに反逆罪と海賊行為の有罪判決を受け、反乱のきっかけとなった軍艦「サンドウィッチ」の帆桁の端からつるされた。その後さらに、報復として合計29人のリーダーが絞首刑となった。他の者も鞭打ち、収監またはオーストラリアへの流罪を宣告された。ただし反乱に関係した船の大多数の乗組員は罰せられなかった。

## 1797年に発生したその他の反乱
1797年9月、西インド諸島でフリゲート「ハーマイオニー」の乗組員による反乱が発生した。鞭打ちから逃れようとして甲板に落ち手足を骨折した2人の水兵を海に投げ込んだ処罰への報復として、士官のほぼ全員が殺害された。
他にもアイルランド沿岸や喜望峰でも反乱がおこり、それはスペイン沖のジョン・ジャーヴィス提督指揮下の艦隊まで広がった。

## 作品
- ハーマン・メルヴィルの小説『ビリー・バッド（Billy Budd）』（およびそれに基づくベンジャミン・ブリテンのオペラ）の舞台設定は主たる反乱の直後に置かれている。
- 1962年の映画『戦艦デファイアント号の反乱（H.M.S. Defiant）』（主演アレック・ギネス、ダーク・ボガード）は同じ時期の同様の架空の反乱を描いている。